# Adolf Heer

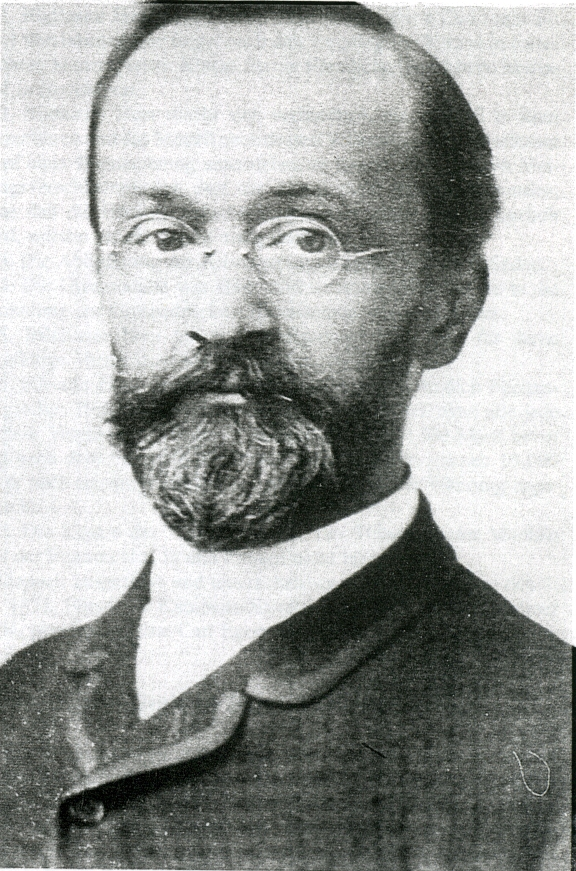
Adolf Heer

Adolf Heer (* 13. September 1849 in Vöhrenbach, Schwarzwald; † 29. März 1898 in Karlsruhe) war ein deutscher Bildhauer. Berühmt wurde er vor allem als Schöpfer des Kaiser-Wilhelm-Denkmals in Karlsruhe.

## Leben und Wirken
Adolf Heer wuchs als Sohn des Bildhauers Joseph Heer in Vöhrenbach im Schwarzwald auf. Er war der Drittälteste unter zehn Geschwistern, von denen vier das Kindesalter nicht überlebten. Er ging in die Lehre bei seinem Vater Joseph und seinem Onkel Carl Heer, die unter dem Namen Gebrüder Heer ein Bildhauergeschäft betrieben, das weit über Vöhrenbach hinaus bekannt war. Sie schmückten beispielsweise 1768 die Grüfte im Hochchor der Klosterkirche St. Peter aus.
Er studierte Bildhauerei an der Kunstgewerbeschule Nürnberg (ca. 1867 bis 1871), in Berlin in den Werkstätten von Rudolf Siemering und Alexander Calandrelli und an der Kunstakademie (ca. 1871 bis 1873). Außerdem arbeitete er zwei Jahre in Dresden bei Adolf Breymann (1873–1875). Von 1877 bis 1880 lebte er in Rom, wo er seine künstlerische Ausbildung durch das Studium der großen bildnerischen Werke der Antike vollendete.
1881 wurde er Professor an der damaligen Kunstgewerbeschule Karlsruhe, die seine letzte Wirkungsstätte bis zu seinem Tod 1898 war. Sein Nachfolger wurde Fridolin Dietsche.

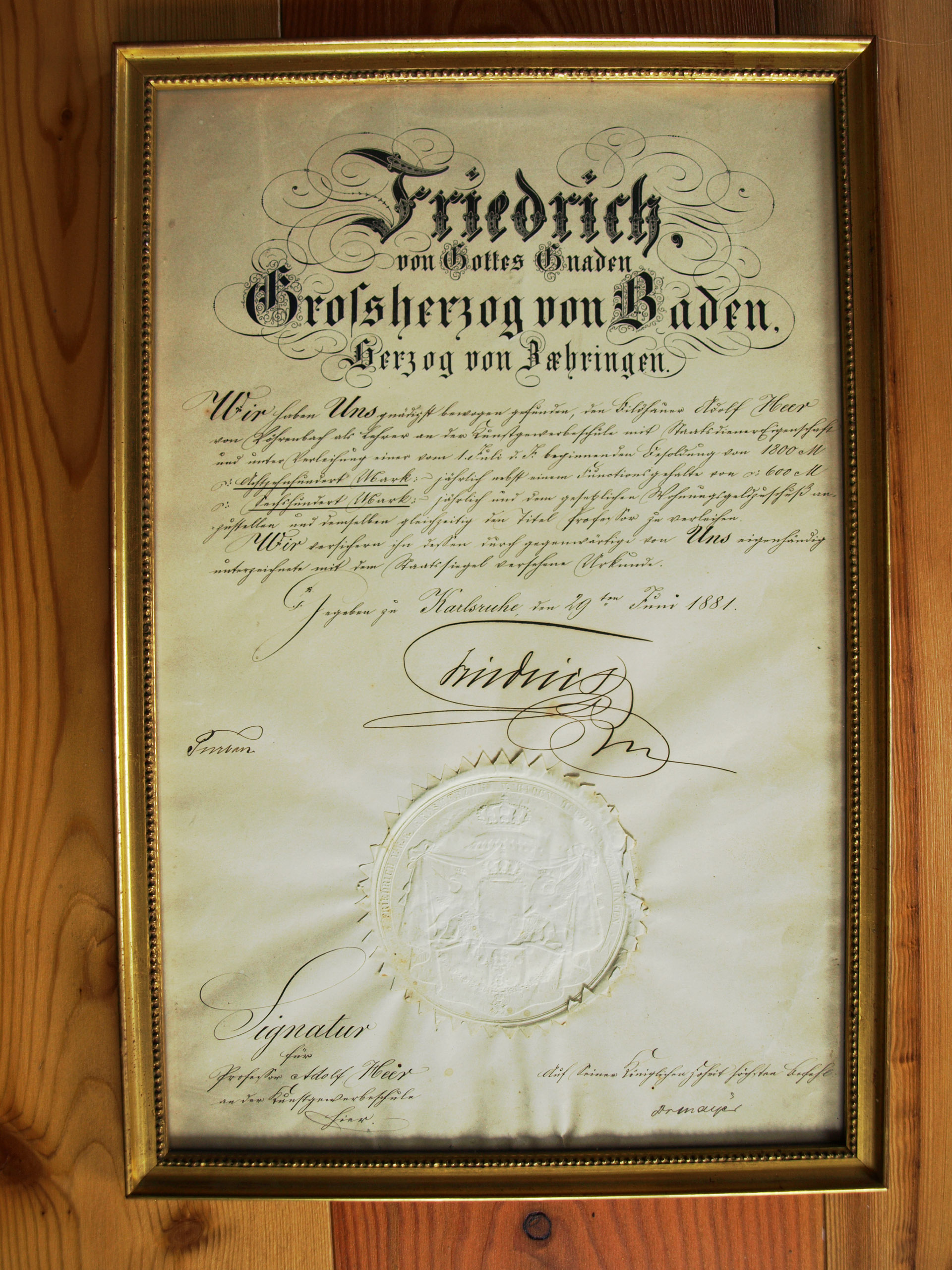
1881, Honorarurkunde: Friedrich, Großherzog von Baden an Adolf Heer
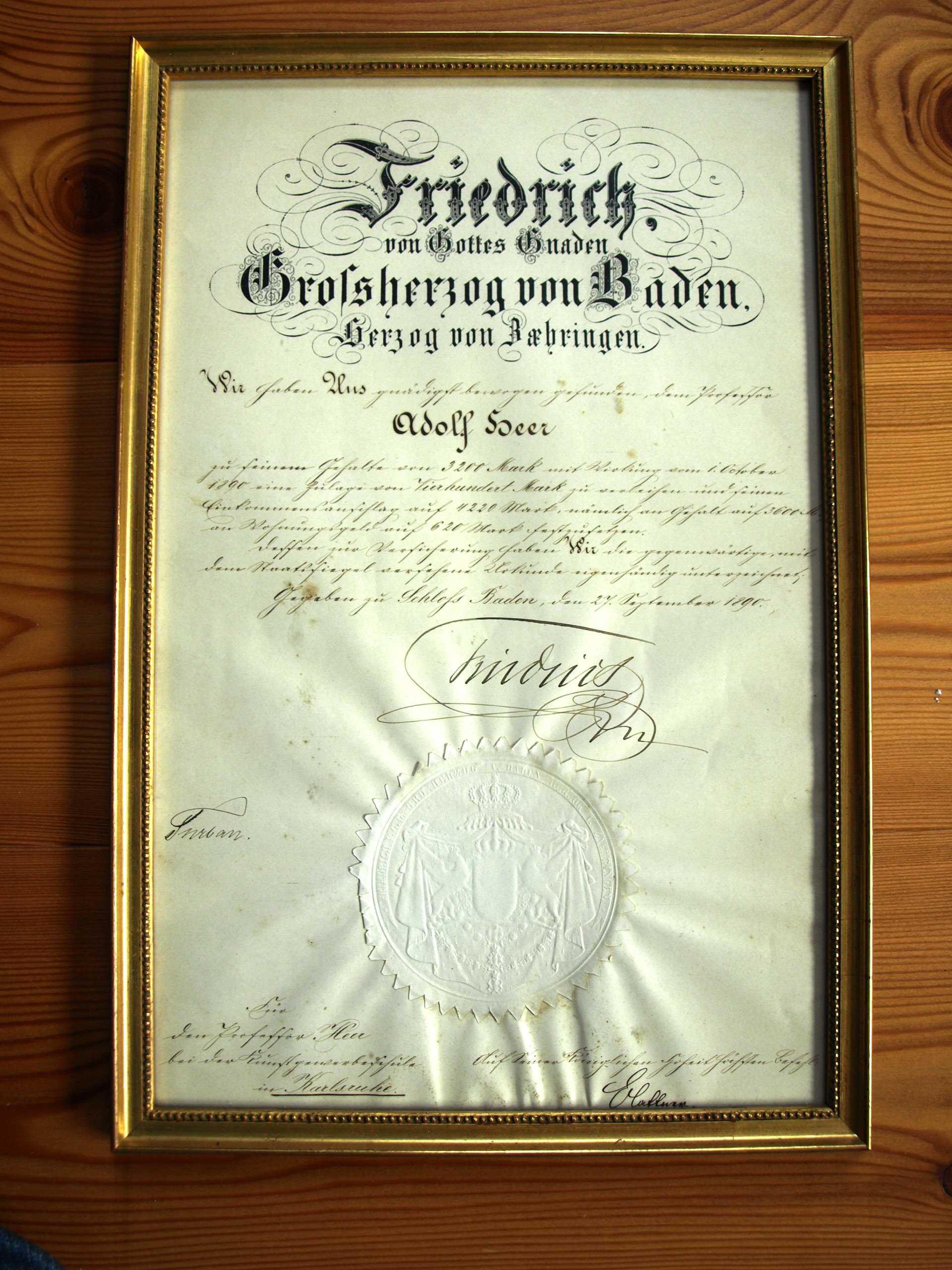
1890, Honorarurkunde: Friedrich, Großherzog von Baden an Adolf Heer

## Werke (Auswahl)
- Baden-Baden:

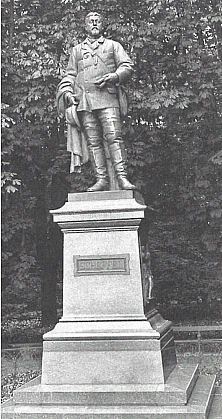
Scheffel-Denkmal in Heidelberg, 1891

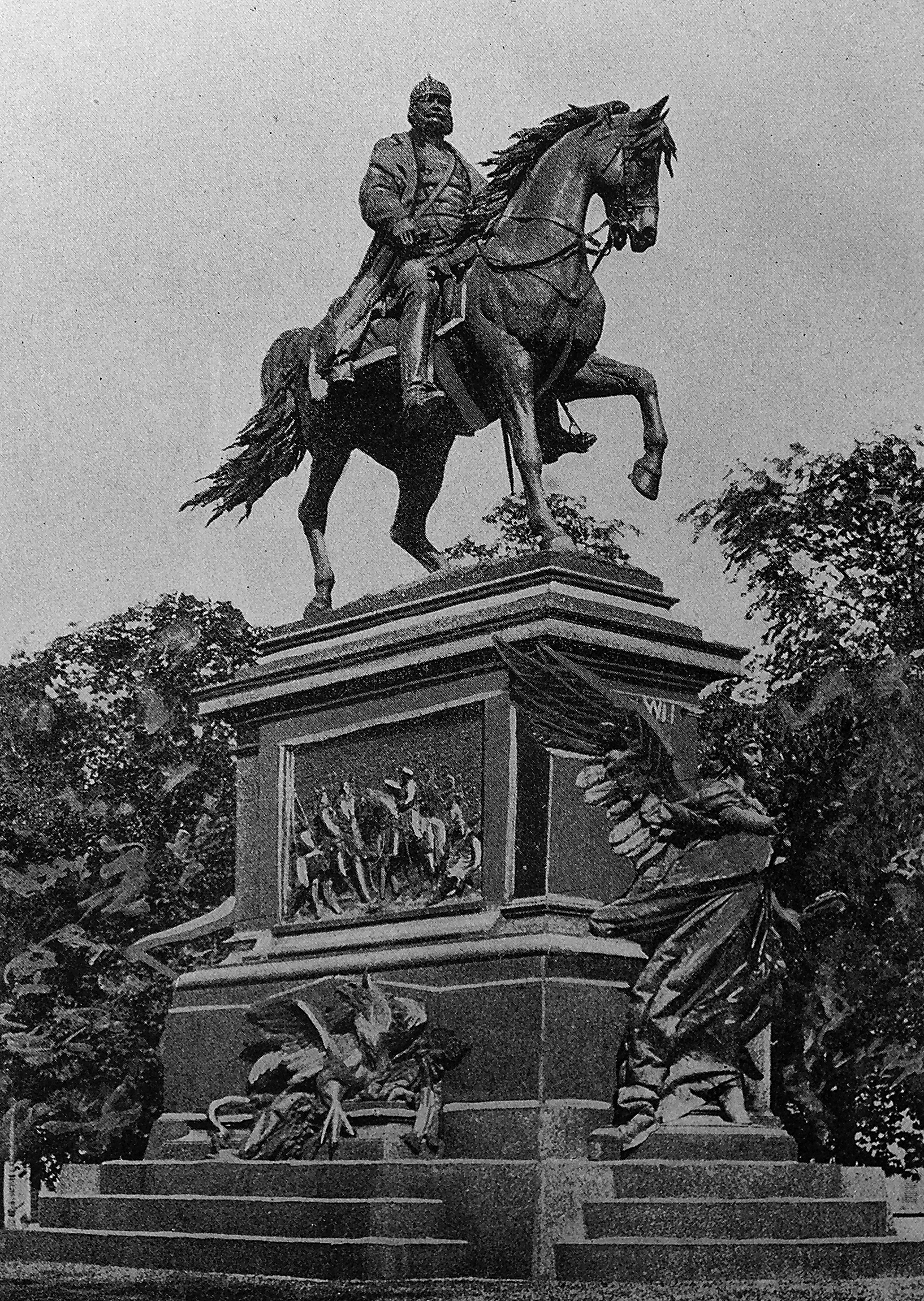
Kaiser-Wilhelm-Denkmal in Karlsruhe, 1897

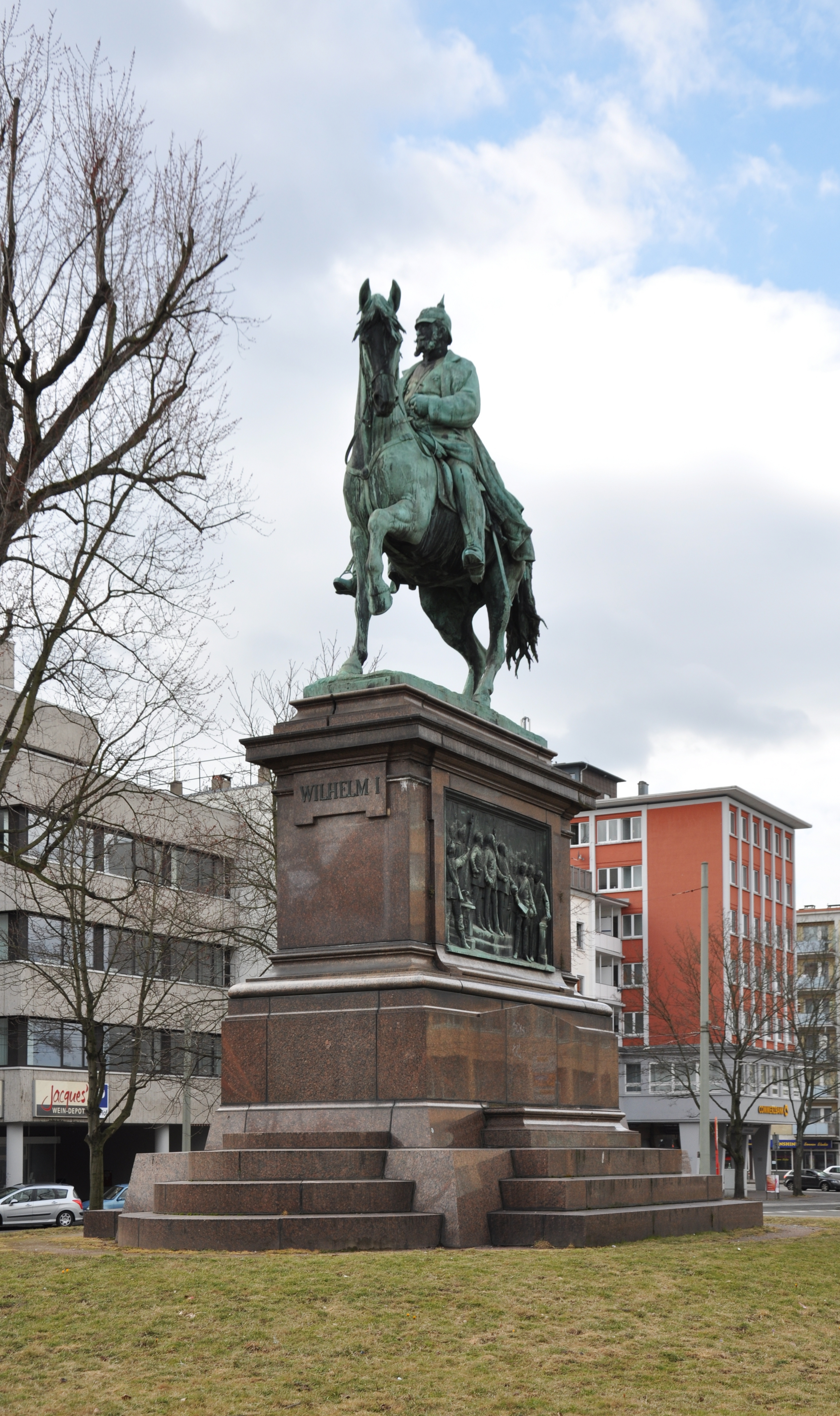
Kaiser-Wilhelm-Denkmal im Februar 2012

  - Figurenschmuck am Kaiserin-Augusta-Bad (1963 durch eine Baggerschaufel zerstört)
- Donaueschingen:
  - Figurengruppe, die über der Einfassung der Donauquelle thront und „Mutter Baar“ darstellt, die ihrer „Tochter“, der jungen Donau, den Weg weist.
- Heidelberg:
  - Scheffel-Denkmal in Heidelberg auf der Großen Scheffelterrasse gegenüber der Schlossanlage (1891, im Zweiten Weltkrieg eingeschmolzen)
  - Sandsteinfiguren am Neuen Rathaus
  - Büste des Literaturhistorikers Georg Gottfried Gervinus auf dem Bergfriedhof
  - Bronzefiguren „Wissenschaft und Fama“ für die Aula der Universität
- Karlsruhe:
  - Allegorische Figurengruppe „Festesfreude und Ruhm“ am Nordportal der Festhalle (im Zweiten Weltkrieg zerstört)
  - Grabmal Joseph Victor von Scheffels auf dem Friedhof
  - Reiterstandbild des Kaisers Wilhelm I. auf dem Kaiserplatz (1890–1897)
Die vier allegorischen Begleitfiguren am Sockel (darunter die Klio von Johannes Hirt) wurden 1943 eingeschmolzen, das Denkmal ist in dieser reduzierten Fassung erhalten.
- Neudingen:
  - Zwei Engelsfiguren für die Fürstengruft Maria-Hof
- Osnabrück:
  - Reiterstandbild des Kaisers Wilhelm I. (1898 als Nachguss des Karlsruher Reiterstandbilds)
Die Bronzeskulptur fiel 1942 der Metallsammlung zum Opfer, der leere Sockel wurde nach Ende des Zweiten Weltkriegs beseitigt.

- Büste einer unbekannten Frau (evtl. Schwester oder Verwandte Heers)
- Schulterbüste Josef Viktor von Scheffels
- Maßgebliche Beteiligung an zwei Engelsfiguren für das Mausoleum des Prinzen Albert (Auftrag der engl. Königin Viktoria)
- Grabstein seines Verwandten, des Malers Johann Baptist Kirner